# Velkommen til livet!
|  | Denne artikel er oprettet af botten PalnaBot ud fra en ekstern database. Den kan derfor have sproglige fejl eller mangler. Denne skabelon kan fjernes efter kontrol af indholdet. |

Velkommen til livet! er en film instrueret af Stine Korst efter manuskript af Stine Korst.

## Handling
Det er ikke nemt at blive forældre til et handicappet barn. Her fortæller nogle om chok, sorg og krise. Om tabuer og følelser. Om accept og glæde. Om behovet for et reelt samarbejde med de mennesker, som undersøger og behandler barnet. Sidst i filmen fortæller en ung pige om sit syn på uafhængighed og om omgivelsernes reaktioner på hendes handicap.